# 滇常山
滇常山（学名：Clerodendrum yunnanense）是马鞭草科大青属的植物，其种加词“yunnanense”意为“云南的”。中国特有植物。分布于中国大陆的云南、四川等地，生长于海拔2,000米至3,000米的地区，常生于山坡疏林以及山谷沟边灌丛润湿的地方，目前尚未由人工引种栽培。

## 异名
- Clerodendrum yunnanense var. linearilobum S. L. Chen et G. Y. Sheng

## 延伸阅读
[在维基数据编辑]
 《植物名實圖考·滇常山》，出自吳其濬《植物名實圖考》